# フォーブス・フィールド
フォーブス・フィールド（Forbes Field）は、アメリカ合衆国ペンシルベニア州ピッツバーグにかつて存在したスタジアム。MLBのピッツバーグ・パイレーツ、ニグロナショナルリーグのホームステッド・グレイズ、NFLのピッツバーグ・スティーラーズがそれぞれ本拠地にしていた。

## 球場の歴史
1900年代初頭に人気を得たパイレーツだが、当時の本拠地エクスポジション・パークは16,000人ほどしか収容できなかったため、球場で観戦したくてもできないファンが出てくるようになった。そのため、キャパシティを大きくした新球場を建設する必要に迫られた。
1909年、パイレーツはピッツバーグ郊外の値段が安い土地を買い取り、3月1日に新球場の建設を開始した。4ヶ月の工事を経て6月30日、新球場フォーブス・フィールドが開場した。木製が主流だった当時において、鉄骨やコンクリートを用いて建設された球場は、フィラデルフィアのシャイブ・パークに次いで2例目だった。
フレンチ・インディアン戦争で活躍したジョン・フォーブスという軍人の名前から「フォーブス・フィールド」と名付けられた。
開場当時は内野のみ3層のスタンドを設置していたが、ホーナス・ワグナーなど人気選手を擁するパイレーツの人気は衰えることがなかったため、1925年に右翼に2層のスタンドが新たに設置された。1933年からはスティーラーズの移転に伴いアメフトとの兼用になった。
1939年にはニグロリーグのグレイズもここを本拠地とした。主催ゲームの多くはワシントンのグリフィス・スタジアムで行ったものの、フォーブス・フィールドでもジョシュ・ギブソンなどスター選手がファンを湧かせた。
1958年11月、ピッツバーグ大学がフォーブス・フィールドを200万ドルでパイレーツから買い取った。
1960年代に入るとフォーブス・フィールドの老朽化が進み、多目的円形スタジアムが流行し始めたため、パイレーツは新球場を建設し移転することを決めた。1970年6月28日、フォーブス・フィールドは最後の試合を終え、パイレーツは翌月からスリー・リバース・スタジアムに移転した。
1971年7月、球場は一部を残して取り壊された。現在、外野フェンスの一部が残っているほか、ピッツバーグ大学の廊下にホームプレートがその姿をとどめている。

## 主要な出来事

### 野球
- 1909年6月30日、カブス戦で開場（カブス 3 - 2 パイレーツ）。
- 1920年10月2日、パイレーツ - レッズのトリプルヘッダー（第1戦：レッズ 13 - 4 パイレーツ 、第2戦：レッズ 7 - 3 パイレーツ 、第3戦：パイレーツ 6 - 0 レッズ）。1日3試合は大リーグ史上最後。
- 1944年7月11日、オールスターゲーム開催（ナ 7 - 1 ア）。
- 1959年7月7日、オールスターゲーム（第1戦）開催（ナ 5 - 4 ア）。
- ワールドシリーズ開催：1909年、1925年、1927年、1960年
- 1970年6月28日、カブスとのダブルヘッダーをもって閉場（第1戦：パイレーツ 3 - 2 カブス 、第2戦：パイレーツ 4 - 1 カブス）。

| 先代 エクスポジション・パーク                | ピッツバーグ・パイレーツの本拠地 1909年 - 1970年              | 次代 スリー・リバース・スタジアム                  |
| 先代 n/a                                     | ピッツバーグ・スティーラーズの本拠地 1933年 - 1963年          | 次代 ピット・スタジアム                            |
| 先代 シャイブ・パーク メモリアル・スタジアム | MLBオールスターゲーム開催場 第12回（1944年） 第26回（1959年） | 次代 フェンウェイ・パーク LAメモリアル・コロシアム |